# Grafarvogur
Grafarvogur es un distrito en la zona nororiental de Reikiavik, la capital de Islandia. 

## Ubicación
Se encuentra en la bahía Faxaflói, en la margen sur del fiordo Kollafjörður. Limita al oriente con el distrito de Grafarholt og Úlfarsárdalur, al sur con el de Árbær y al occidente con el de Laugardalur. Al nororiente limita con el municipio de Mosfellsbær.

## Barrios
Incluye 14 barrios: Hamrar, Foldir, Hús, Rimar, Borgir, Víkur, Engi, Spöng, Staðir, Höfðar, Bryggjuhverfi, Geirsnef, Gufunes, Geldinganes. Cinco de ellos (Rimar, Hamrar, Borgir, Víkur and Foldir) pertenecían a la localidad histórica de Gufunes.